# Ansongo (Kreis)

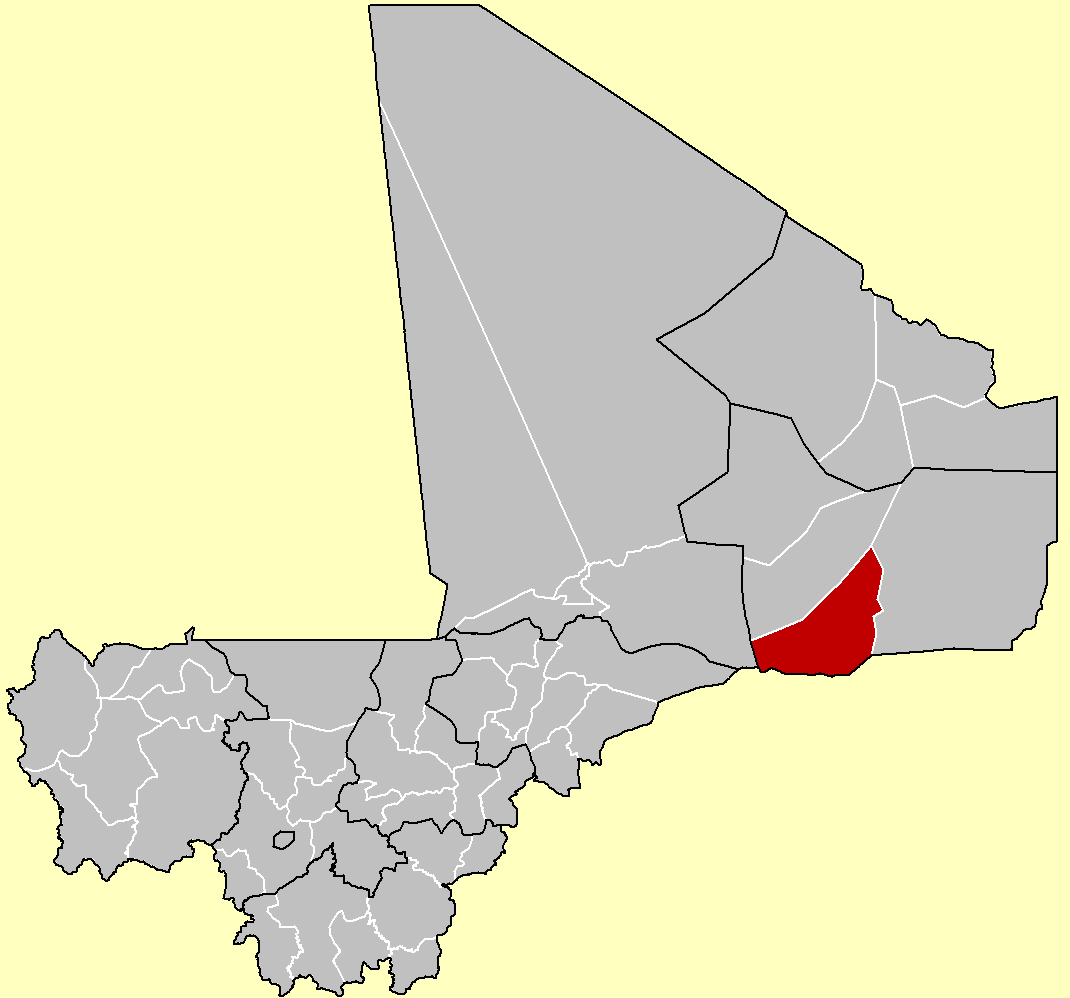
Kreis Ansongo

Ansongo ist der Name eines Kreises (franz. cercle de Ansongo) in der Region Gao in Mali.
Der Kreis teilt sich in sieben Gemeinden, die Einwohnerzahl betrug beim Zensus 2009 132.205 Einwohner.
Gemeinden: Ansongo (Hauptort), Bara, Bourra, Ouattagouna, Talataye, Tessit, Tin-Hama.